# Gothenburg combo
The Gothenburg Combo är en svensk gitarrduo för klassisk musik, som varit aktiv sedan år 2000.
På repertoaren står klassiska verk, nutida verk av samtida tonsättare och egna kompositioner. Duon turnerar flitigt på de internationella scenerna och har framträtt i bland annat Albanien, Bolivia, Chile, Danmark, Dominikanska republiken, Estland, Finland, Frankrike, Kina, Nederländerna, Norge, Peru, Spanien, Sverige, Turkiet, Tyskland och USA.
Sedan 2008 är The Gothenburg Combo konstnärliga ledare för en internationell kammarmusikfestival på Gunnebo Slott, utanför Göteborg. 2015 gjorde duon en miniturné med Terry Riley.
Med skivan ”Soundscapes” (2007) slog duon igenom som skivartister, med minimalistisk gitarrmusik av bl.a. Steve Reich, som släpptes i samband med att han erhöll Polarpriset där The Gothenburg Combo också framträdde vid prisutdelningsceremonin. Sketches of the World (2010) som innehåller duons egna kompositioner fick lysande recensioner och utnämndes till årets viktigaste klassiska album i Dagens Nyheter. Minimalistiska "Guitarscapes" (2014) fick högsta betyg av Dagens Nyheter.

## Priser och utmärkelser
2004 vann The Gothenburg Combo första pris och publikpriset för bästa scenframträdande i "13ème Concours International de Guitare en Duo", den största duo-tävlingen för gitarrister i världen. De belönades 2009 med Föreningen Föreningen svenska tonsättares Interpretpris för "sin förmåga att kombinera stringens i sina musikaliska tolkningar med en öppen och kreativ inställning till formerna för framförandet av nutida musik".

## Medlemmar
- David Hansson – gitarr
- Thomas Hansy – gitarr

## CD-skivor
- Hausmusik (2005)
- Soundscapes (2007)
- La Vida Bréve (2008)
- Skeches of the World (2010)[5]
- Guitarscapes (2014)[3]